# Mathematical Association of America
La Mathematical Association of America (Associazione matematica americana, in acronimo: MAA) è una società che si focalizza sulla matematica a livello superiore. I suoi membri includono insegnanti dell'università, dei college, e dell'high school; studenti; matematici; informatici; statistici; e altri provenienti da accademie, governi, business, e industrie. La sede principale si trova all'indirizzo 1529 18th Street, Northwest, Washington, D.C..

## Congressi annuali
La MAA sponsorizza la riunione estiva annuale MathFest  e organizza insieme all'American Mathematical Society il Joint Mathematics Meeting, tenuto all'inizio di gennaio di ogni anno. A volte la SIAM si unisce a questi incontri. Anche le ventinove sedi regionali della MAA  tengono regolari congressi.

## Giornali
L'associazione pubblica giornali in collaborazione con Taylor & Francis:
- L'American Mathematical Monthly è descrittivo, rivolto a un vasto pubblico da studenti universitari a ricercatori matematici.
- Mathematics Magazine descrittivo, rivolto a insegnanti di matematica universitaria, in particolare a livello junior-senior.
- The College Mathematics Journal descrittivo, rivolto a insegnanti di matematica universitaria, in particolare insegnanti a matricole del secondo anno.
- Math Horizons descrittivo, rivolto a studenti universitari.

MAA FOCUS è la newsletter dei membri dell'associazione. Pubblica pure online, Mathematical Sciences Digital Library (Math DL). Questo servizio è iniziato nel 2001 con una pubblicazione online Journal of Online Mathematics and its Applications (JOMA) e una serie di strumenti per la classe, Digital Classroom Resources. A questi hanno preso posto nel 2004 Convergence, una rivista cronologica online, e nel 2005 MAA Reviews, un servizio di revisione libri online, infine Classroom Capsules and Notes, un insieme di note per classe.

## Presidenti
Presidenti MAA:
- 1916 Earl R Hedrick
- 1917 Florian Cajori
- 1918 Edward V Huntington
- 1919 Herbert E Slaught
- 1920 David Eugene Smith
- 1921 George A Miller
- 1922 Raymond C Archibald
- 1923 Robert D Carmichael
- 1924 Harold L Reitz
- 1925 Julian L Coolidge
- 1926 Dunham Jackson
- 1927–1928 Walter B Ford
- 1929–1930 John W Young
- 1931–1932 Eric T Bell
- 1933–1934 Arnold Dresden
- 1935–1936 David R Curtiss
- 1937–1938 Aubrey J Kempner
- 1939–1940 William B Carver
- 1941–1942 Raymond W Brink
- 1943–1944 William D Cairns
- 1945–1946 Cyrus C MacDuffee
- 1947–1948 Lester R Ford
- 1949–1950 Rudolf E. Langer
- 1951–1952 Saunders Mac Lane
- 1953–1954 Edward J McShane
- 1955–1956 William L Duren, Jr
- 1957–1958 G Baley Price
- 1959–1960 Carl B Allendoerfer
- 1961–1962 Albert W Tucker
- 1963–1964 R H Bing
- 1965–1966 Raymond L Wilder
- 1967–1968 Edwin E Moise
- 1969–1970 Gail S Young
- 1971–1972 Victor Klee
- 1973–1974 Ralph P Boas
- 1975–1976 Henry O Pollak
- 1977–1978 Henry L Alder
- 1979–1980 Dorothy L Bernstein
- 1981–1982 Richard D Anderson
- 1983–1984 Ivan Niven
- 1985–1986 Lynn A Steen
- 1987–1988 Leonard Gillman
- 1989–1990 Lida K Barrett
- 1991–1992 Deborah Tepper Haimo
- 1993–1994 Donald L Kreider
- 1995–1996 Kenneth A Ross
- 1997–1998 Gerald L Alexanderson
- 1999–2000 Thomas F Banchoff
- 2001–2002 Ann E. Watkins
- 2003–2004 Ronald L Graham
- 2005–2006 Carl C Cowen
- 2007–2008 Joseph A Gallian
- 2009–2010 David M Bressoud
- 2011–2012 Paul M Zorn
- 2013–2014 Bob Devaney
- 2015–2016 Francis E. Su
- 2017–2018 Deanna Haunsperger